# Rabah Menguelti
Rabah Menguelti est un footballeur international algérien né le 28 novembre 1951 à Tizi Ouzou. Il évoluait au poste d'arrière droit.

## Biographie
Rabah Menguelti est né à Tizi Ouzou dans une famille de l'âarch de ibetṛunen (en arabe Betrouna). Il grandit à Tizi Ouzou et se passionne très jeune pour le football. Il reste très proche de la  JS Kabylie et demeure l'un de ses grands symboles. Son but victorieux en finale des Jeux méditerranéens de 1975, opposant l'Algérie à la France, dans un contexte politique extrêmement tendu entre deux pays qui se sont fait la guerre quelques années auparavant, le fait entrer dans la mémoire collective des algériens comme un héros national.

### En club
Rabah Menguelti évolue pendant 15 saisons avec le club de la JS Kabylie.
Il est l'un des plus titrés de la JSK avec 11 titres.

### En équipe nationale
Rabah Menguelti reçoit 10 sélections en équipe d'Algérie entre 1971 et 1977, inscrivant un but.
Il joue son premier match en équipe nationale le 23 mai 1971, contre l'URSS (défaite 7-0). Il joue son dernier match le 6 février 1977, contre la Tunisie (défaite 2-0).
Il participe avec la sélection algérienne aux Jeux méditerranéens de 1975, et inscrit le but de la victoire dans les dernières minutes du match, après le but égalisateur de Betrouni, son coéquipier et ami originaire du même village à Betrouna. Ce dernier clamait alors « C’est comme si nous avions arraché notre indépendance une nouvelle fois ! », ainsi que le rapporte un article du magazine d'actualité français l'OBS. L'Algérie remporte ainsi la médaille d'or de ces jeux, sous la direction de Rachid Mekhloufi.

## Palmarès

### En sélection
- Vainqueur des Jeux méditerranéens de 1975 avec l'équipe d'Algérie.

### En club
- Champion d'Algérie (7) : en 1973, 1974, 1977, 1980, 1982, 1983 et 1985 avec la JS Kabylie.
- Vice-champion d'Algérie en 1978, 1979 et 1981 avec la JS Kabylie.
- Vainqueur de la Coupe d'Algérie (1) : en 1977 avec la JS Kabylie.
- Finaliste de la Coupe d'Algérie en 1979 avec la JS Kabylie.
- Finaliste de la Coupe du Maghreb des clubs champions en 1974 avec la JS Kabylie.
- Vainqueur de la Coupe d'Afrique des clubs champions (1) : en 1981 avec la JS Kabylie.
- Vainqueur de la Supercoupe d'Afrique (1) : en 1982 avec la JS Kabylie.
- Vainqueur de la Supercoupe d'Algérie (1) : en 1973 avec la JS Kabylie.